# Doppelter Diamantknoten
Der Doppelte Diamantknoten ist ein Stopperknoten, der sowohl für Befestigungszwecke als auch für Schmuck und Zierde verwendet wird.

## Anwendung
Als Zierknoten wird der Doppelte Diamantknoten häufig an Lederbändeln in Verbindung mit Schmuck verwendet, wenn man einen größeren Schmuckknoten als den Einfachen Diamantknoten haben will. Seeleute verwenden ihn an Pfeifenkordeln oder als verzierte Griffleinen am Taschenmesser oder an Reißverschlüssen.
Auf Schiffen wurde der Doppelte Diamantknoten an Klüverbaum-Fußpferden und später an Fallreeps, Jochleinen, Glockenseilen und Reeps von Feuereimern verwendet.

## Knüpfen
Normalerweise, wenn Knoten verdoppelt werden, folgt die Führung meist unterhalb. Der Diamantknoten kann aber auf beide Arten gebunden werden.

### Knüpfen eines Drei-Strang-Doppelten Diamantknotens mit „Führung oben“
Man beginnt, indem man einen Drei-Strang-Diamantknoten knüpft. Siehe dort!

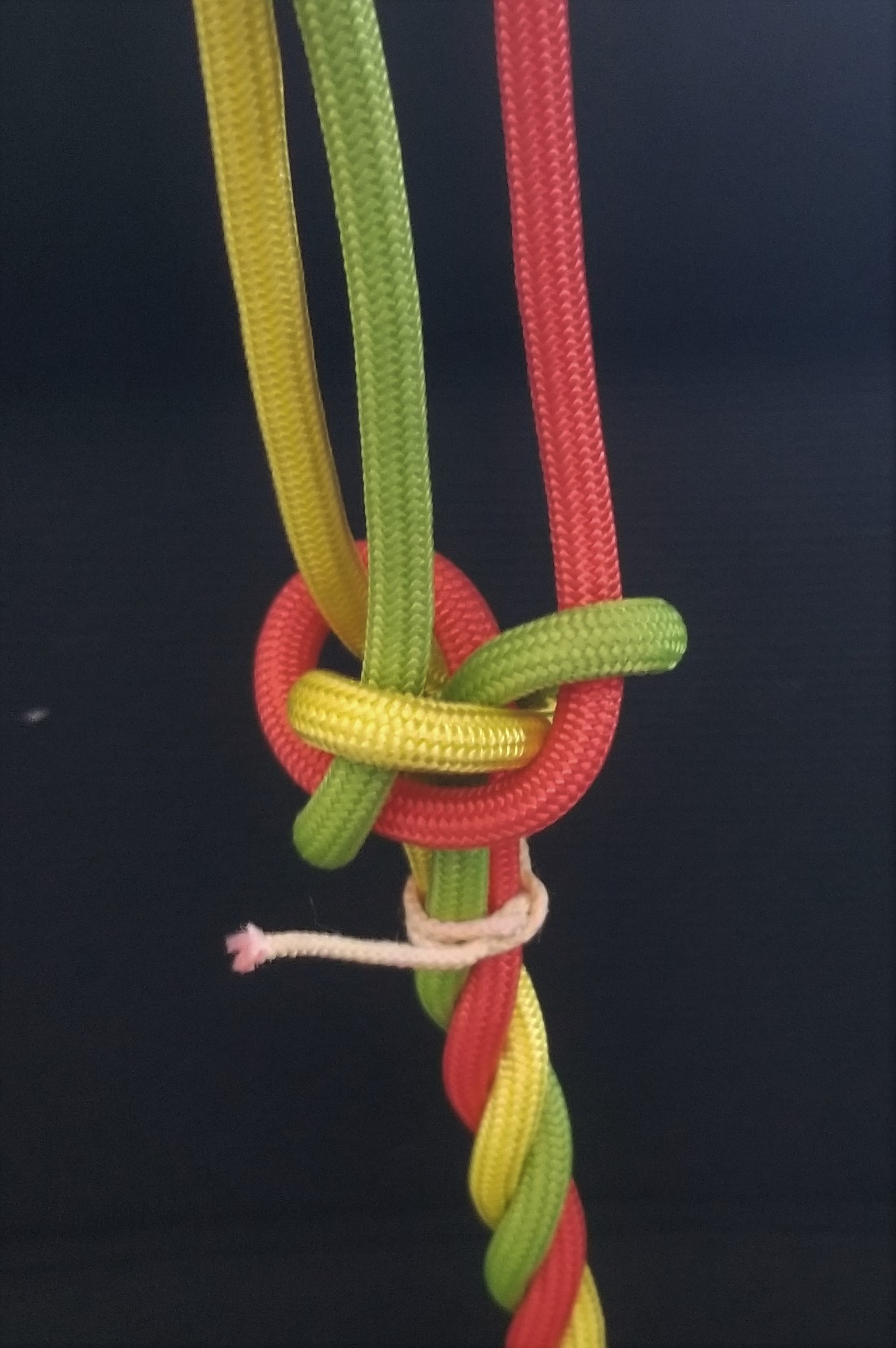
Noch nicht verdoppelt, sieht der Einfache Diamantknoten dann so aus
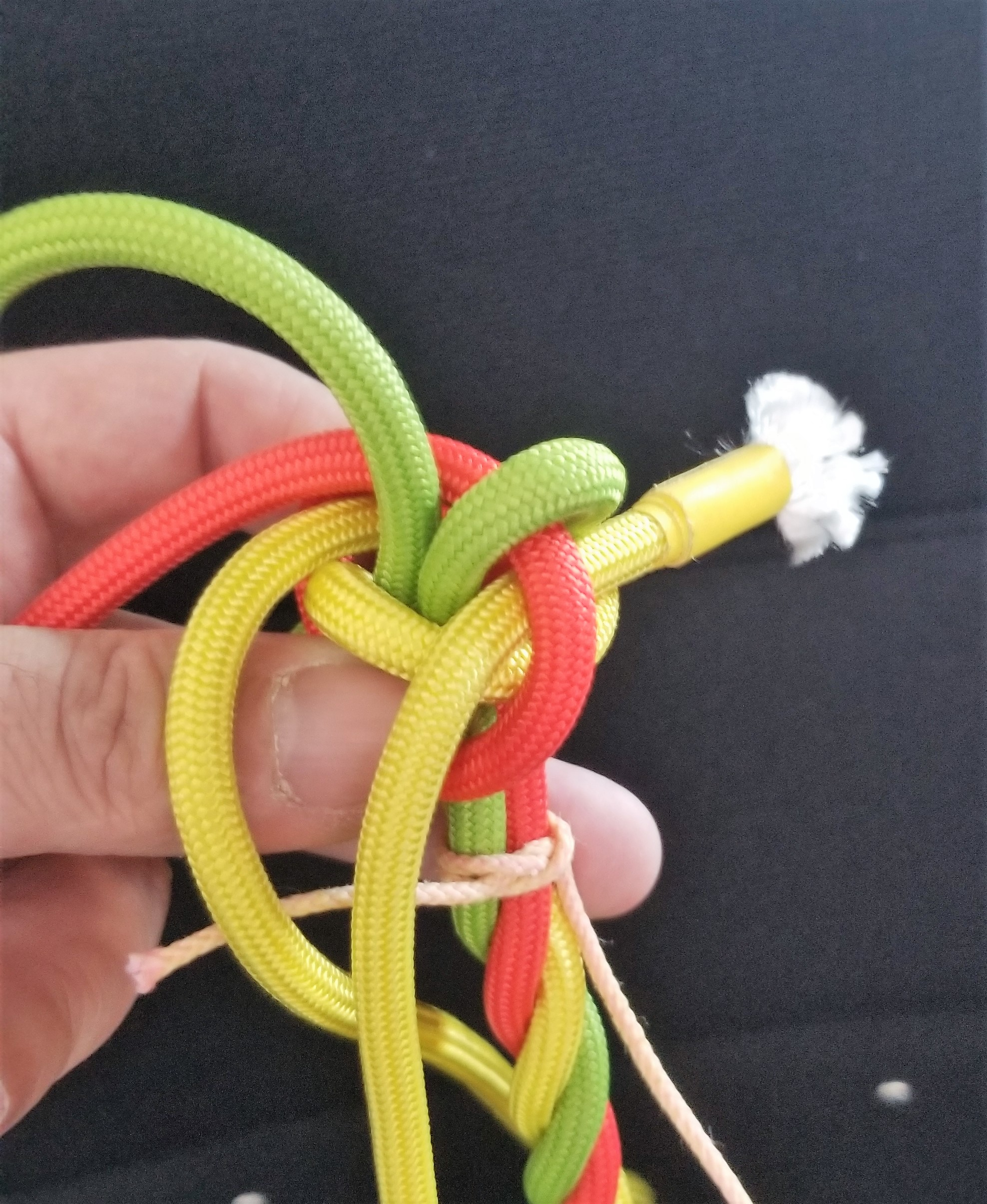
Will man die Führung oben haben, damit die Kardeele enger zur Mitte des Knotens herauskommen und die Kardeele sauberer zusammengedreht werden könnten, so legt man die zweite Führung (hier gelb) über die erste Führung (gelb), um das grüne Kardeel und durch die rote Schlaufe hindurch
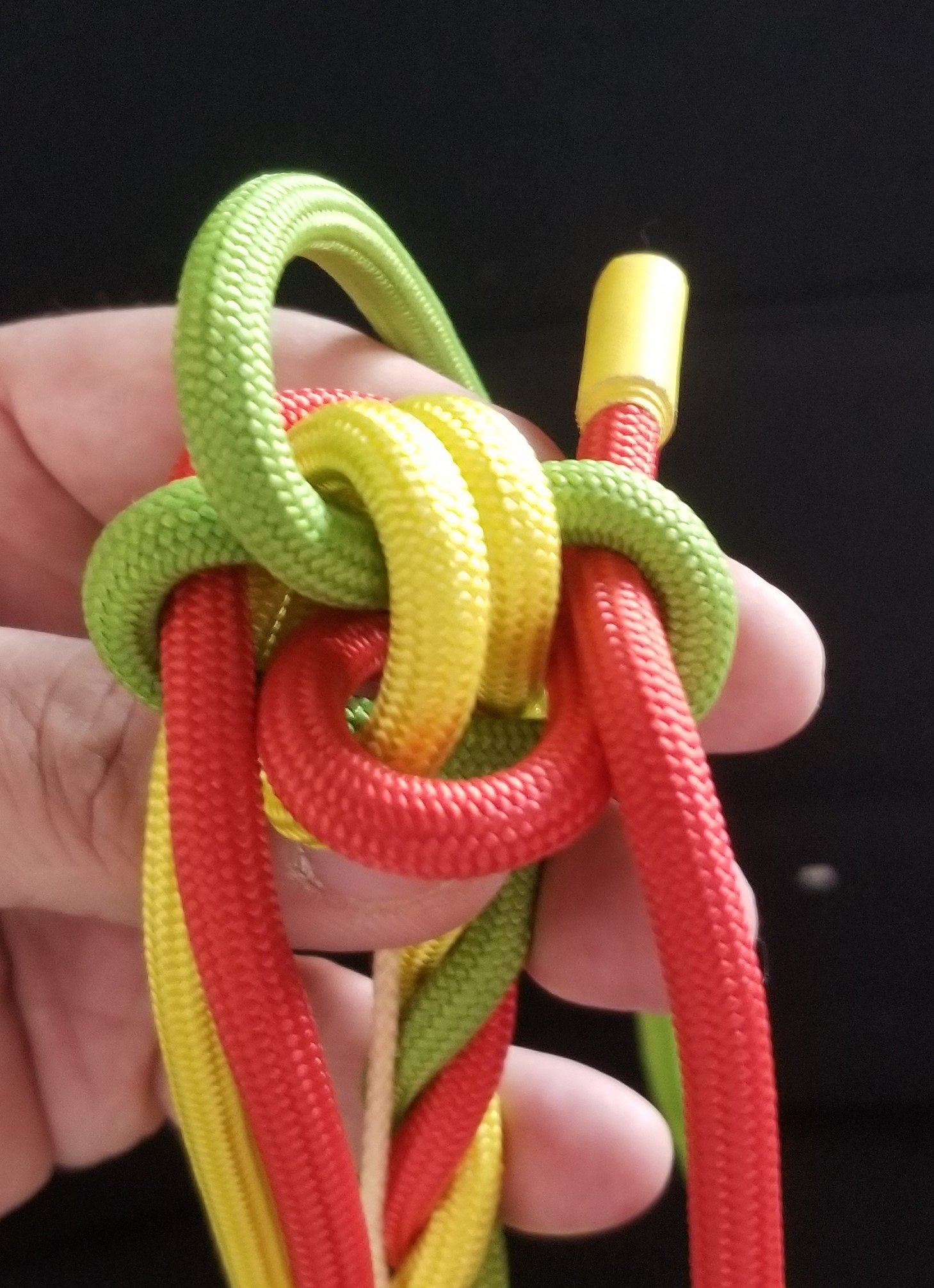
Das rote Kardeel wird über das rote Kardeel, um das gelbe Kardeel und durch die grüne Schlaufe gelegt
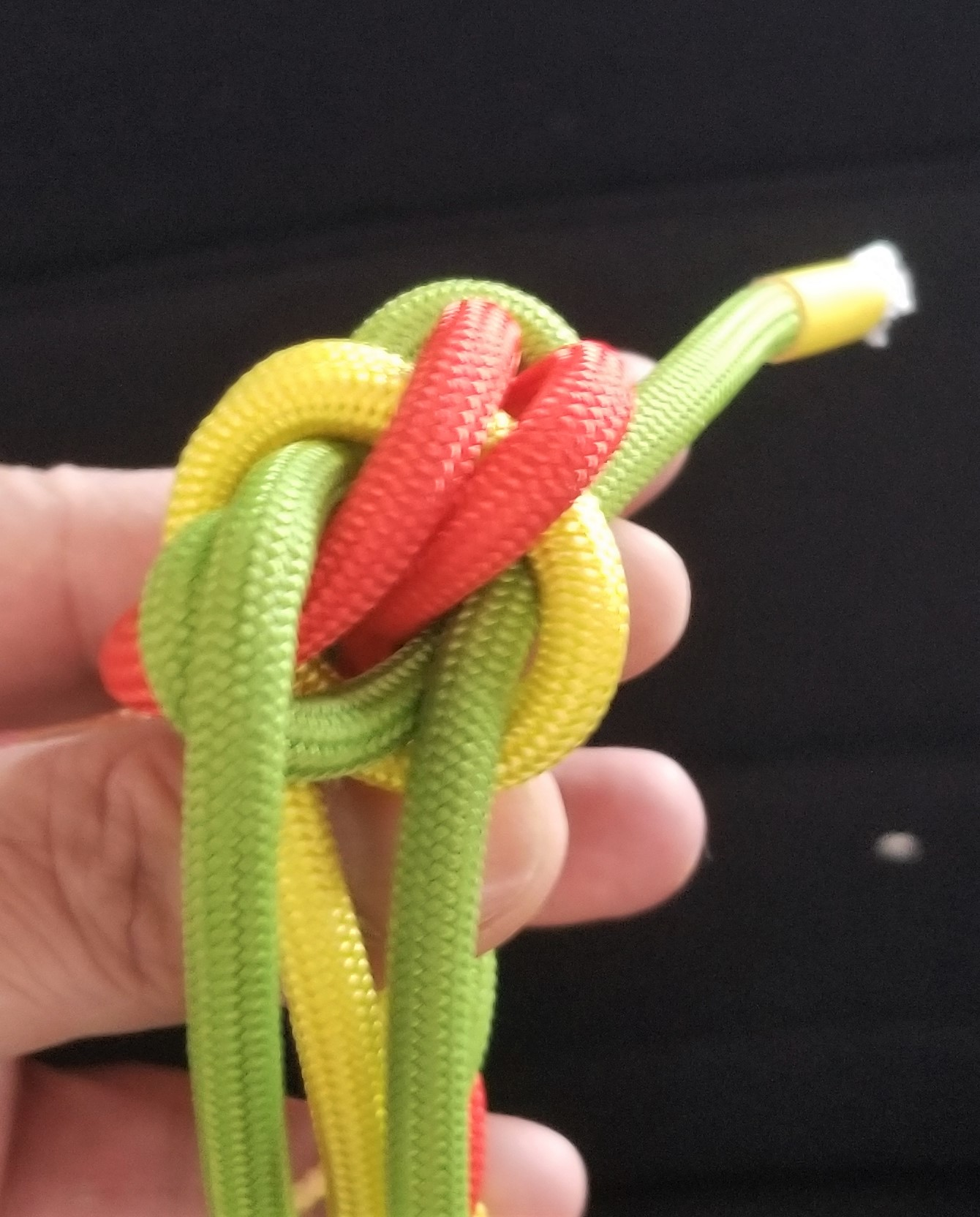
Das grüne Kardeel wird über das grüne Kardeel, um das rote Kardeel und durch die gelbe Schlaufe gelegt
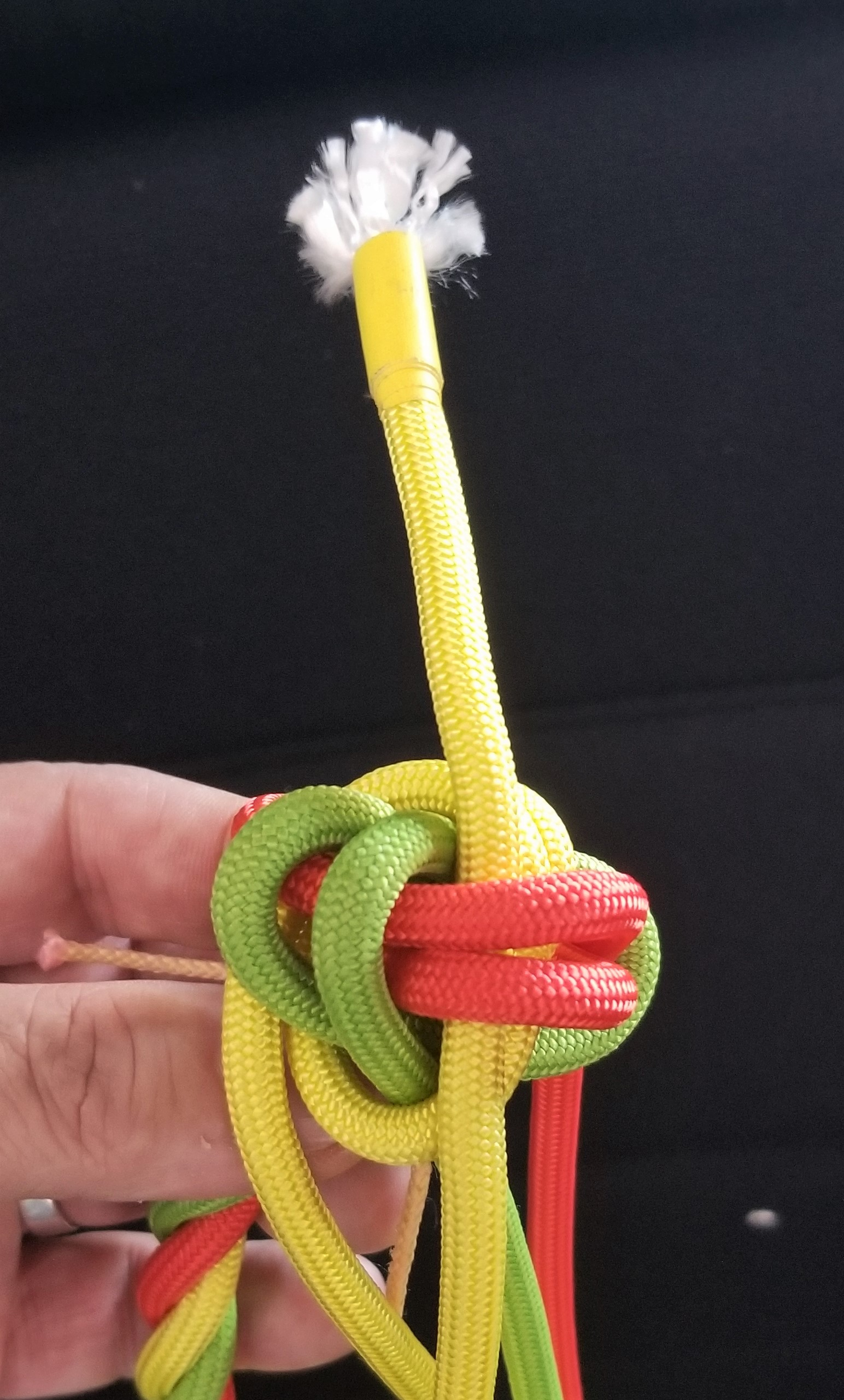
Zum Schluss werden die Kardeele nach oben durch die Mitte gestochen. Hier das gelbe Kardeel oberhalb um das grüne Kardeel und durch die zwei roten Kardeele zur Mitte nach oben
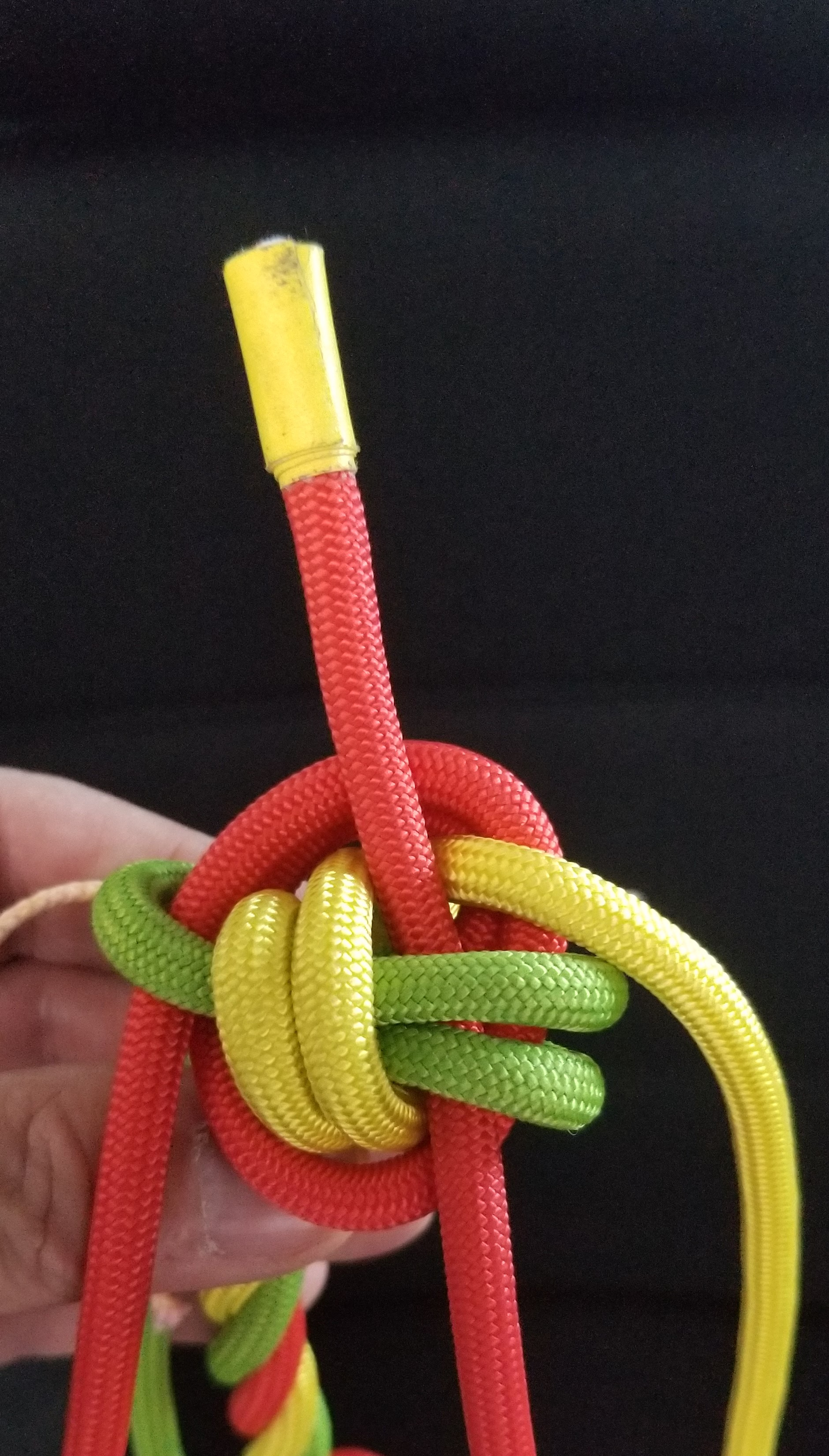
Das rote Kardeel folgt oberhalb der roten Führung und durch grün zur Mitte nach oben
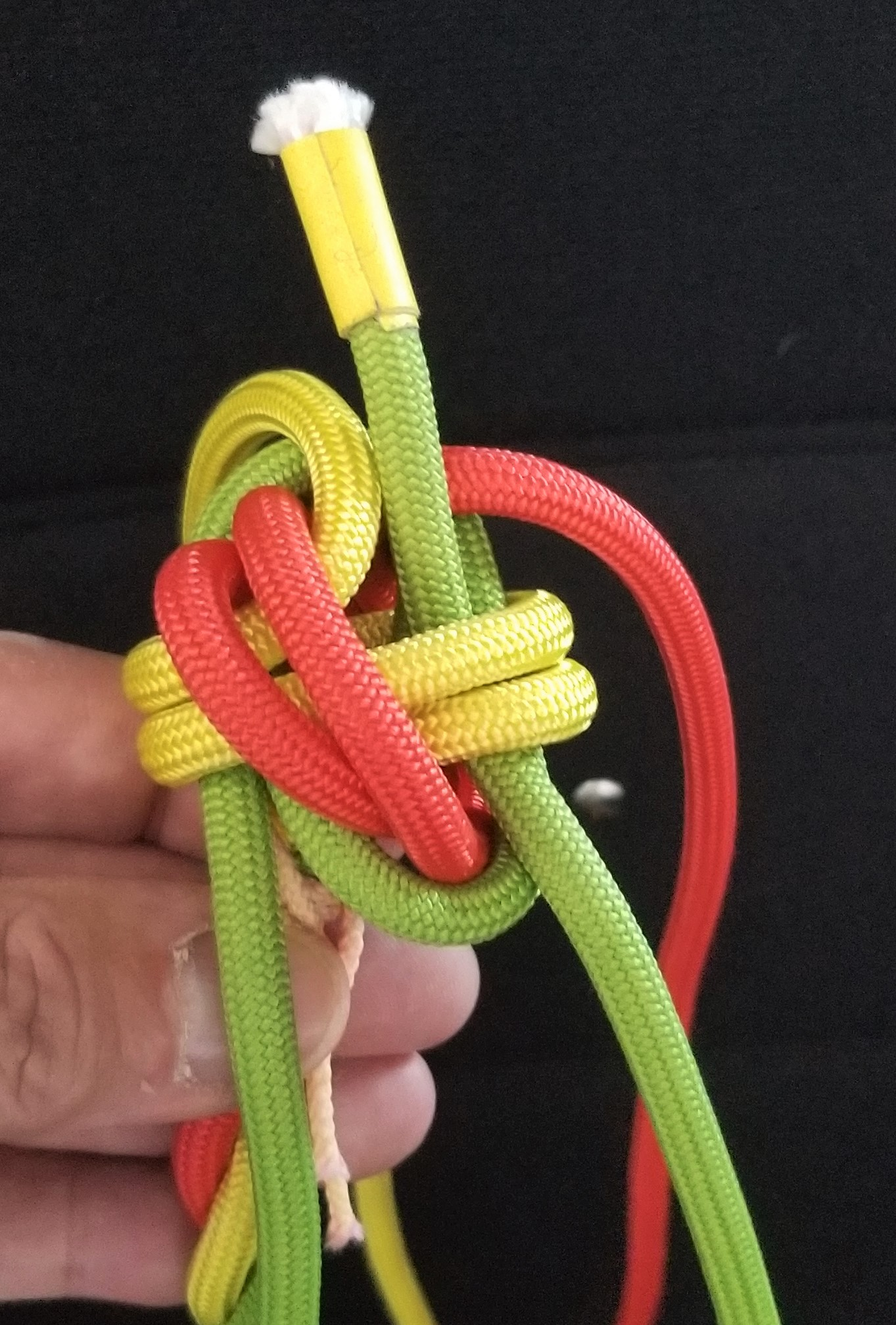
Das grüne Kardeel folgt oberhalb der grünen Führung und durch gelb zur Mitte nach oben
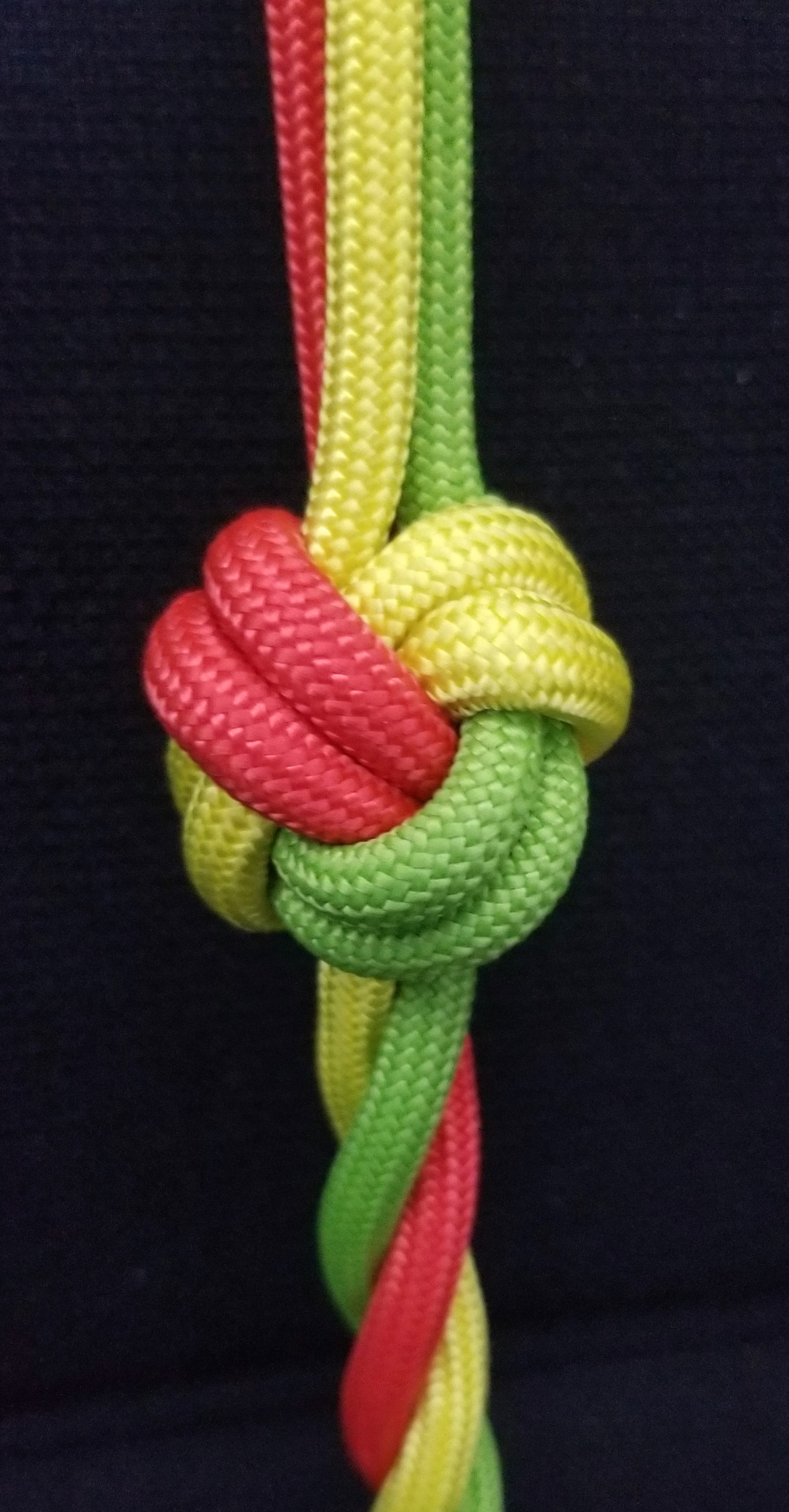
Noch zusammenziehen und nacharbeiten und der Doppelte Diamantknoten, bei dem die einzelnen Stränge in der Mitte herauskommen, ist fertig
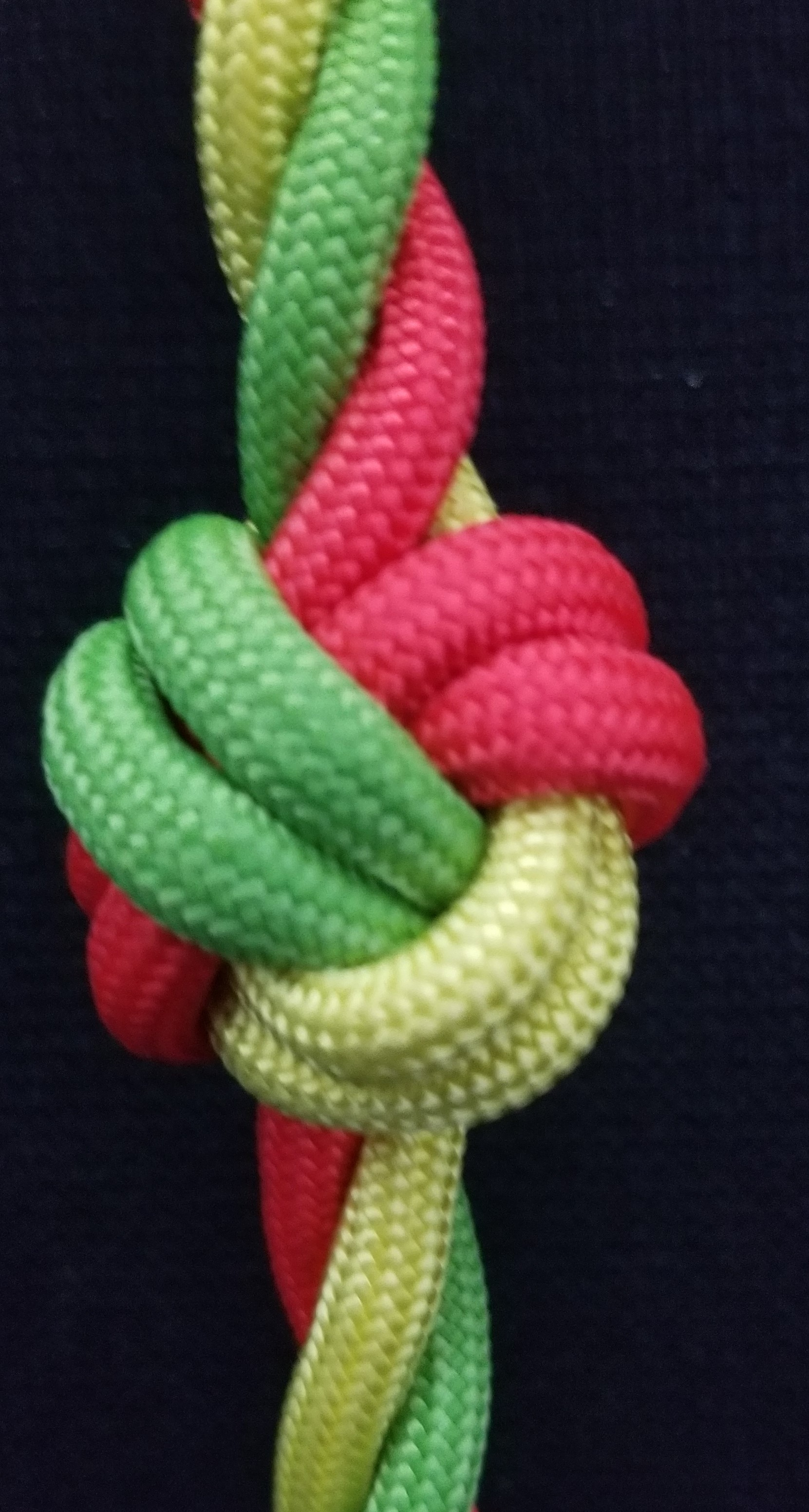
Die einzelnen Kardeele laufen eng aus der Mitte

### Knüpfen eines Drei-Strang-Doppelten Diamantknotens mit „Führung unten“
Man beginnt wieder, indem man einen Drei-Strang-Diamantknoten knüpft. Siehe dort!

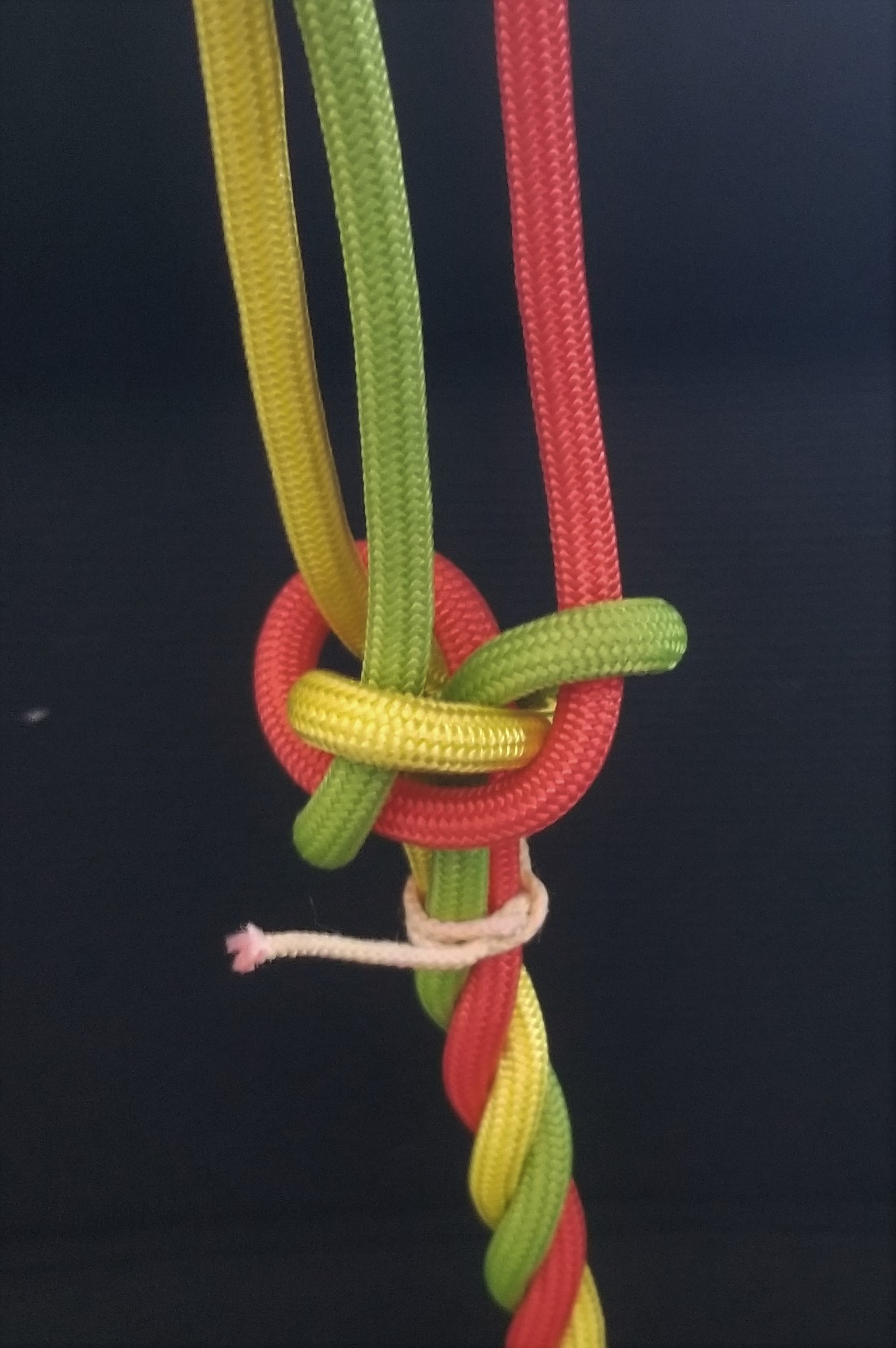
Noch nicht verdoppelt, sieht der Einfache Diamantknoten dann wieder so aus
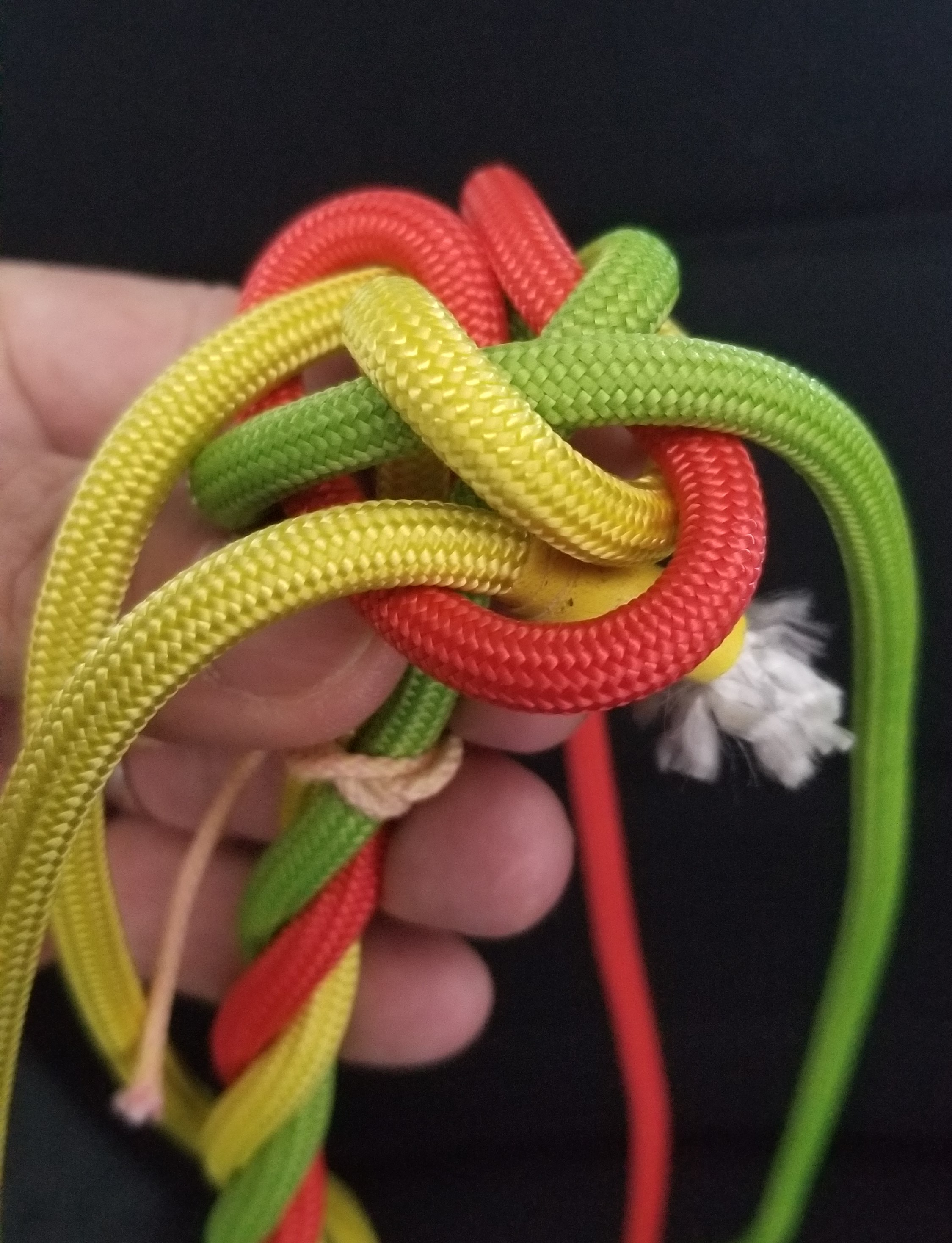
Will man die Führung unten haben, damit die Kardeele nicht enger zur Mitte des Knotens heraus kommen, so legt man die zweite Führung (hier gelb) unter die erste Führung (gelb), um das grüne Kardeel und durch die rote Schlaufe hindurch
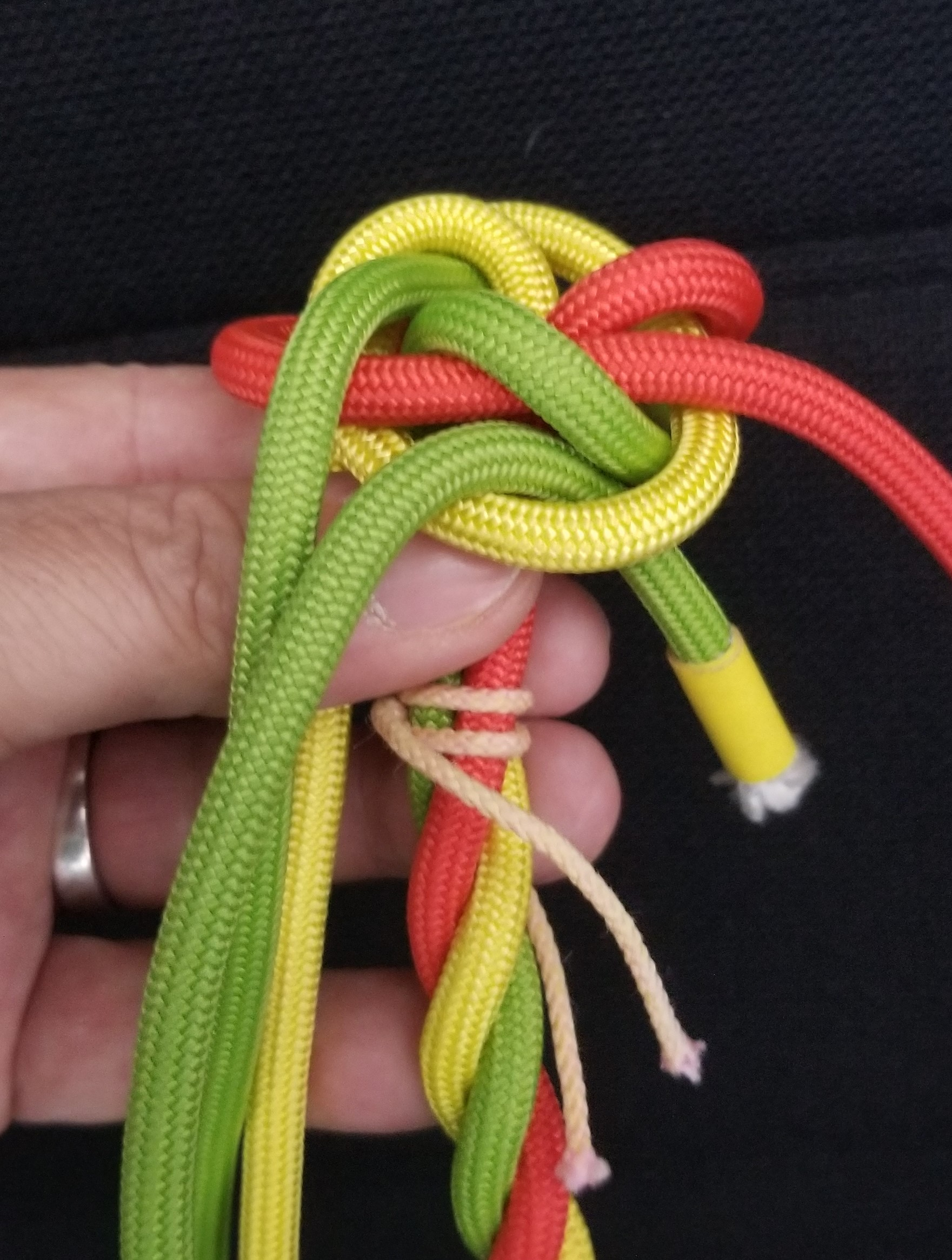
Das grüne Kardeel wird unter das grüne Kardeel, um das rote Kardeel und durch die gelbe Schlaufe gelegt
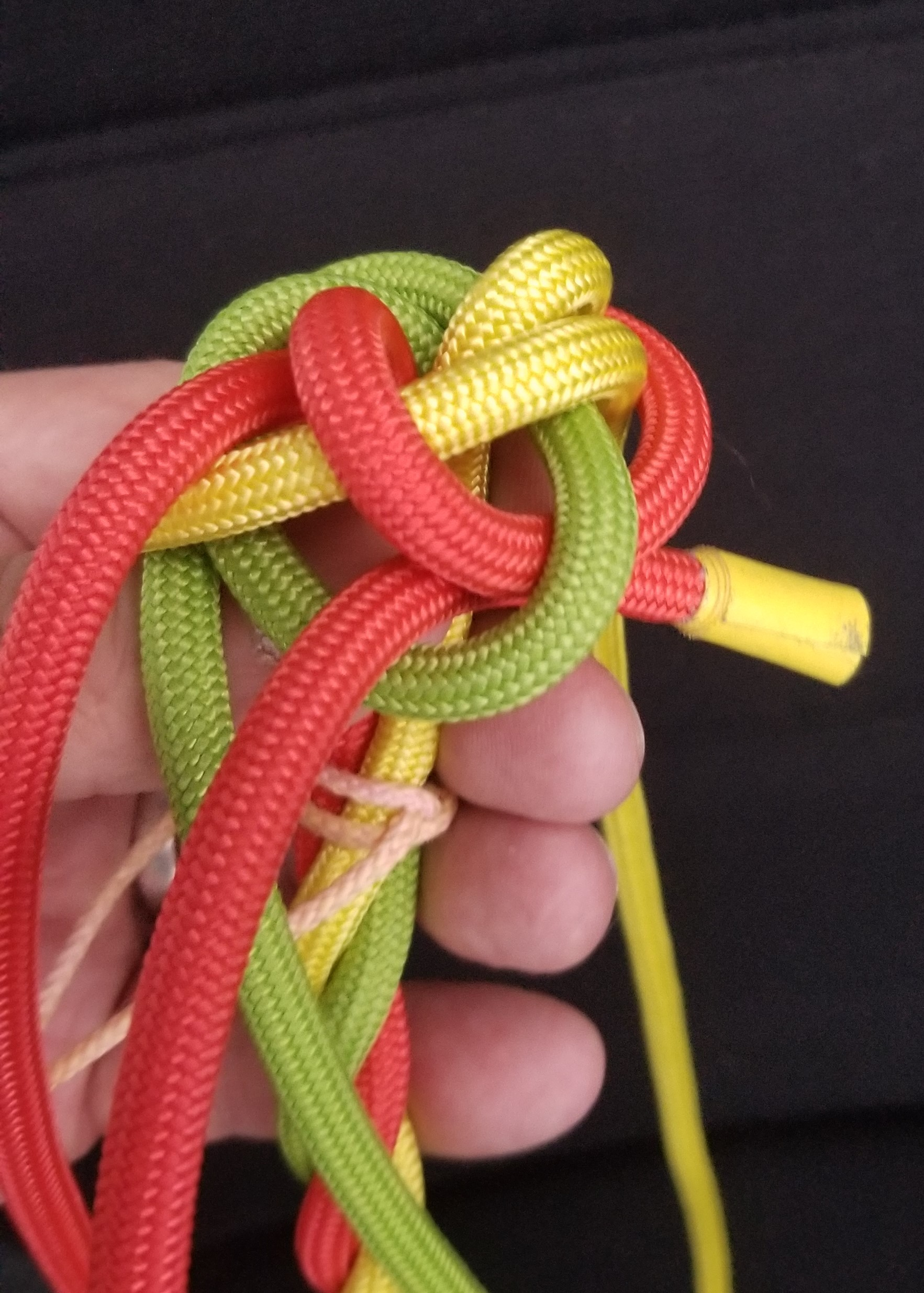
Das rote Kardeel wird unter das rote Kardeel, um das gelbe Kardeel und durch die grüne Schlaufe gelegt
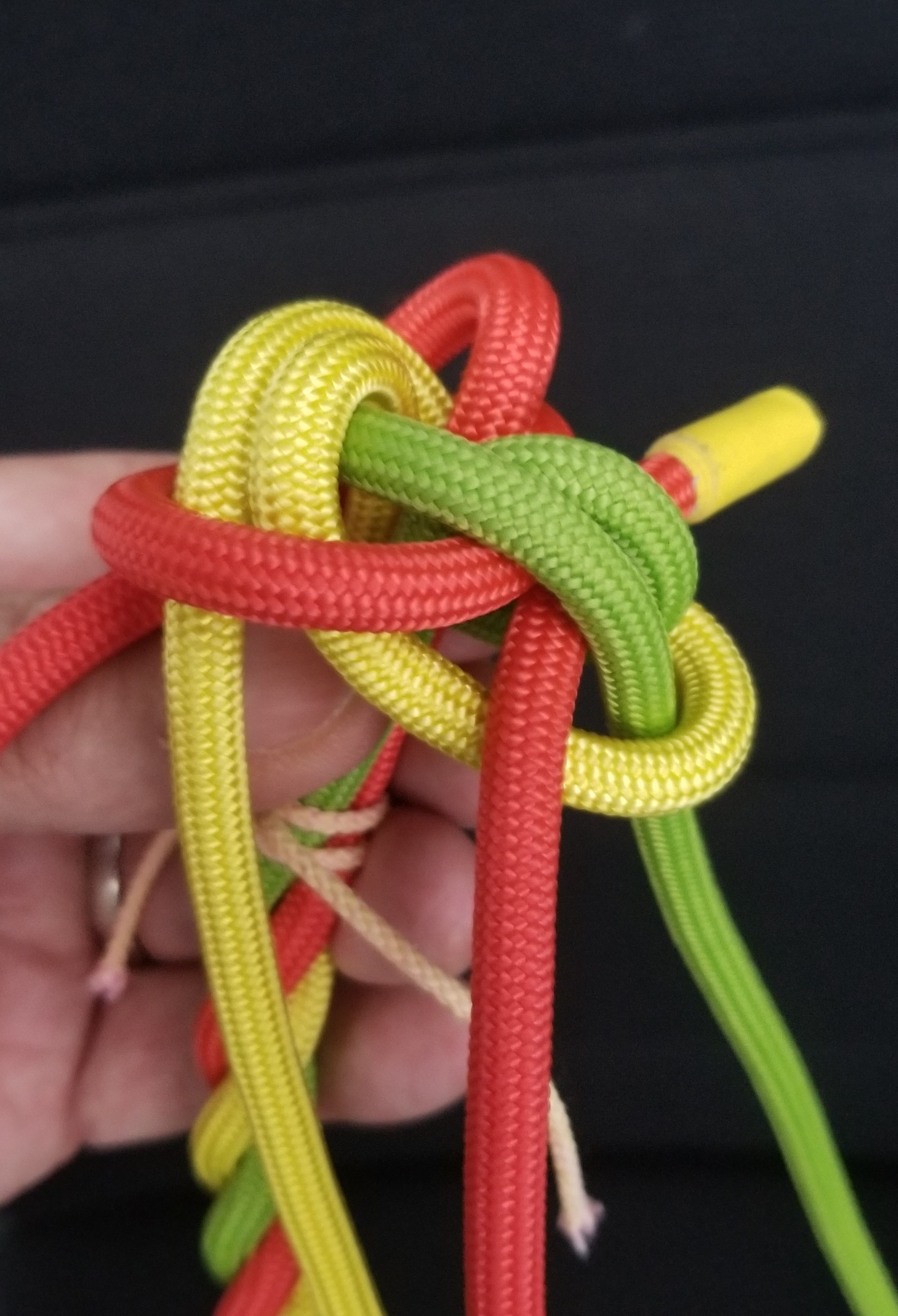
Das rote Kardeel wird weitergehend unter das rote Kardeel, um das gelbe Kardeel und durch die grüne Schlaufe gelegt
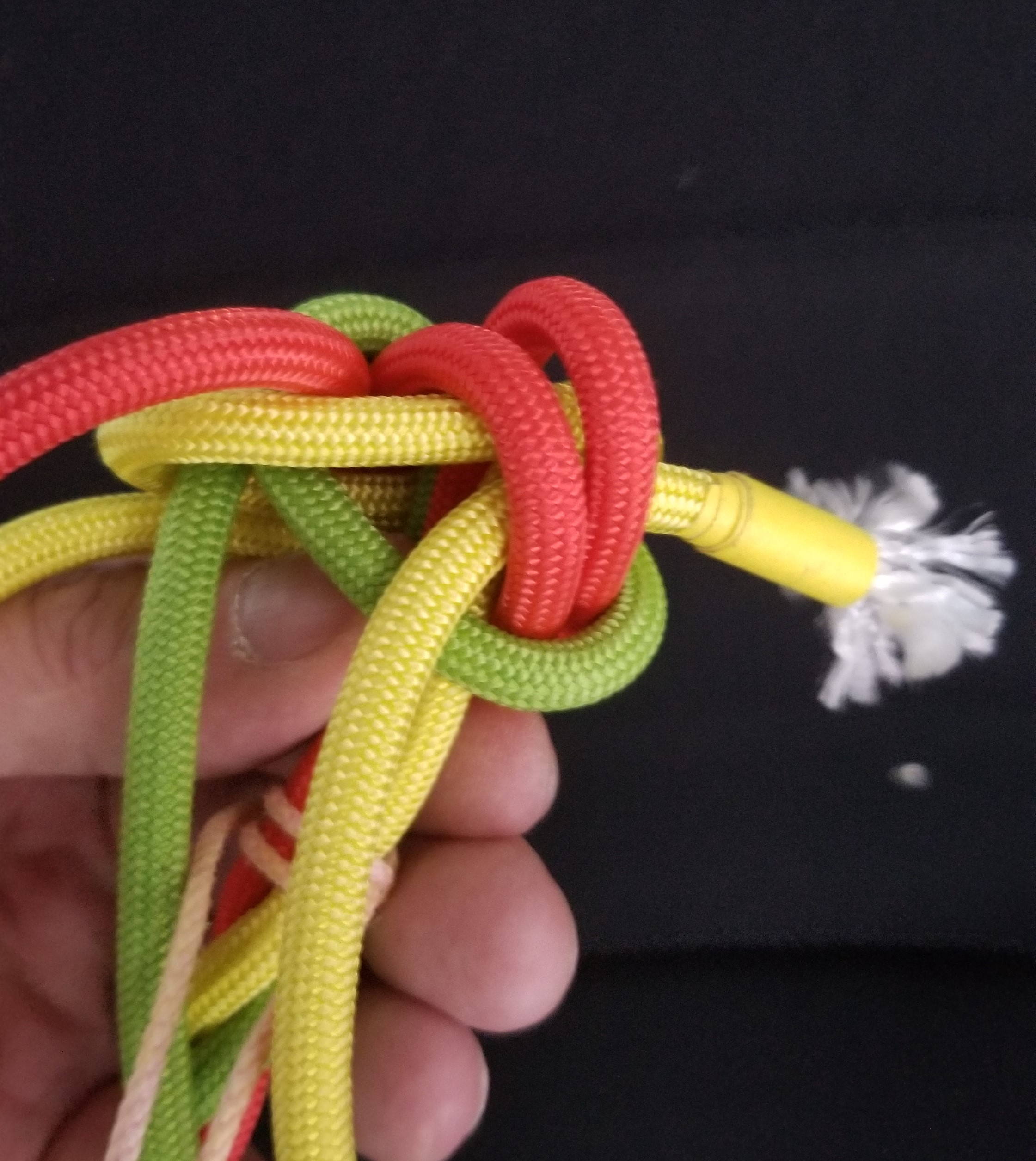
Das gelbe Kardeel wird weitergehend unter das gelbe Kardeel, um das grüne Kardeel und durch die rote Schlaufe gelegt
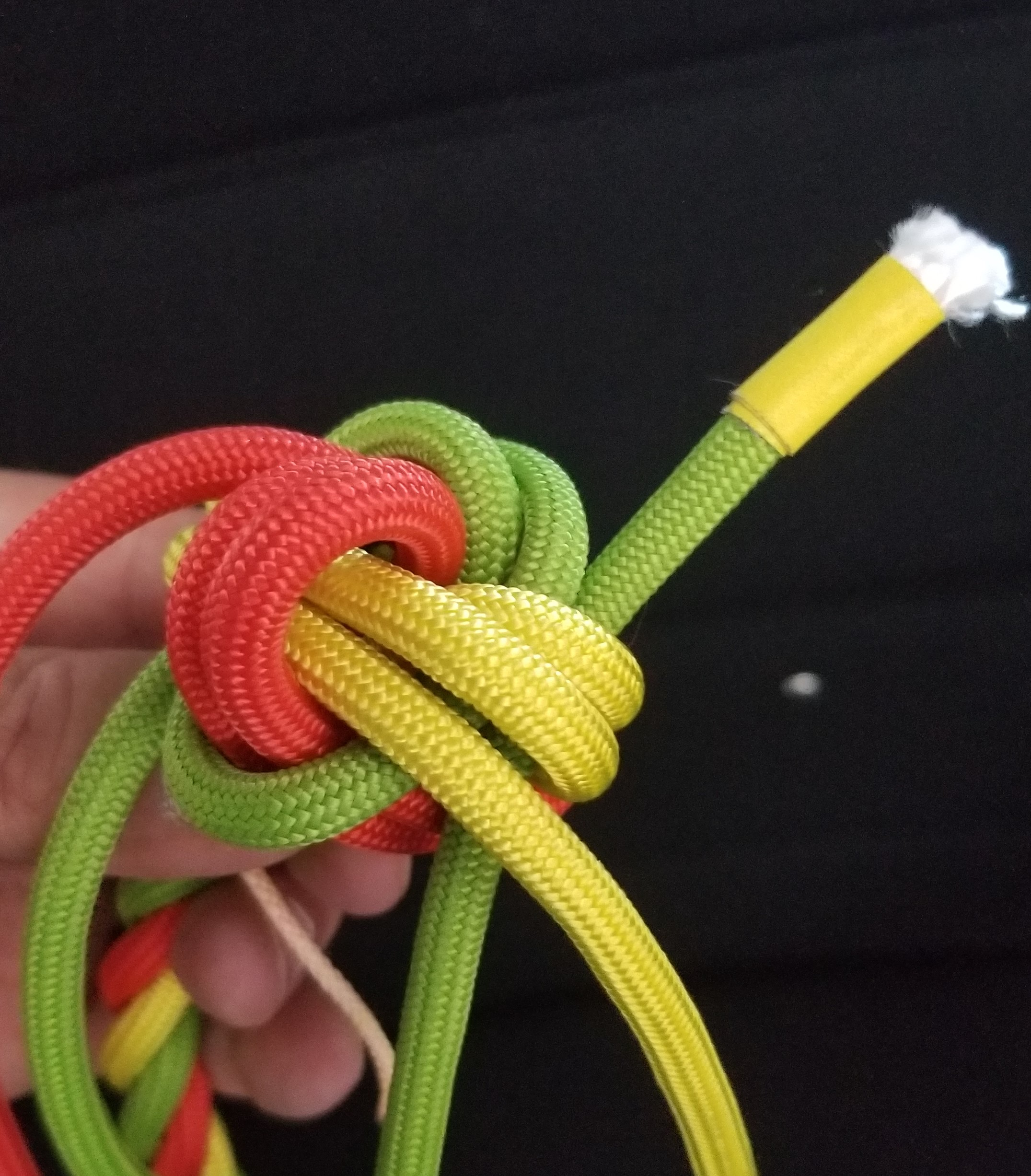
Das grüne Kardeel wird weitergehend unter das grüne Kardeel, um das rote Kardeel und durch die gelbe Schlaufe gelegt
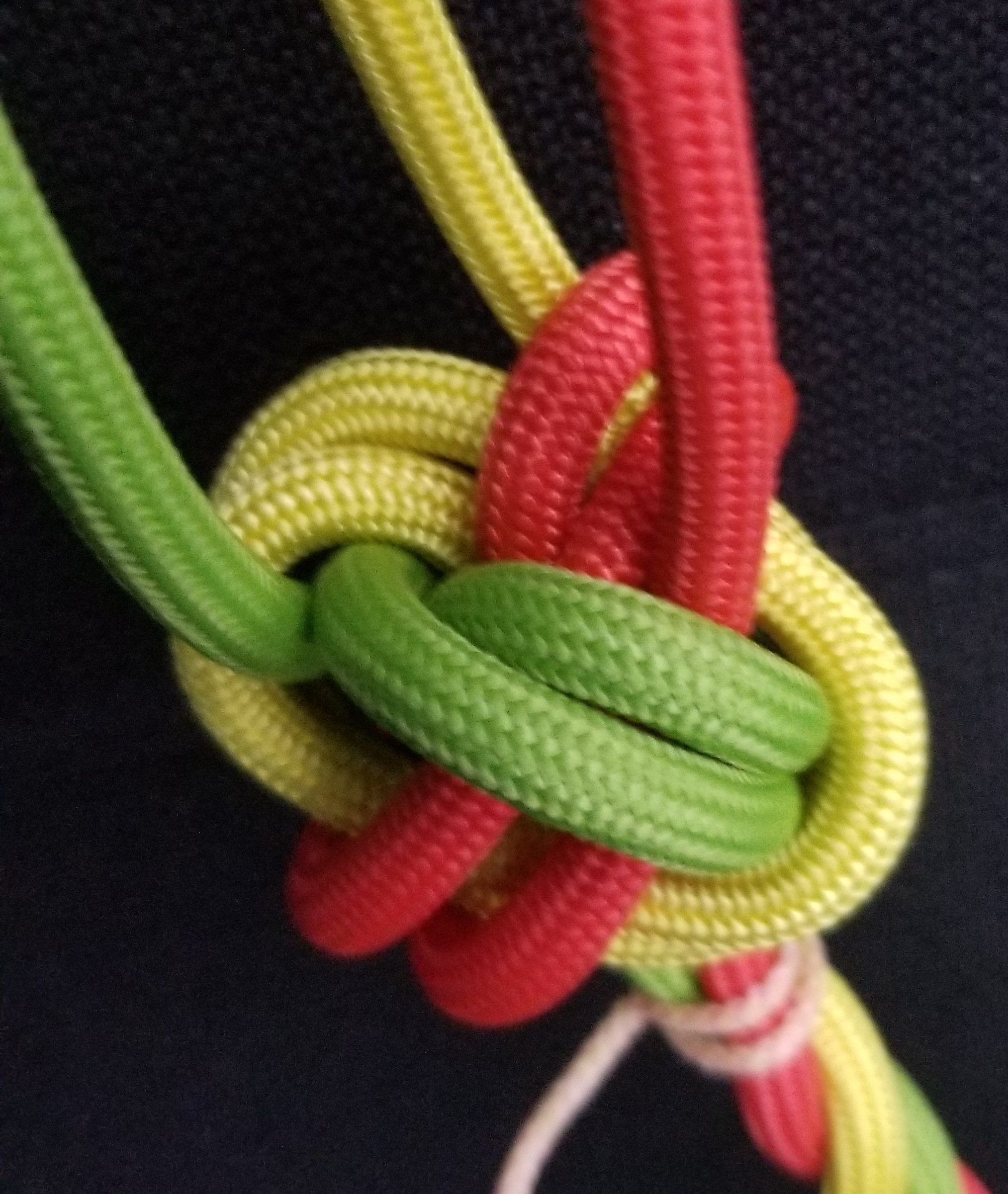
Die einzelnen Stränge kommen hier nicht durch die Mitte
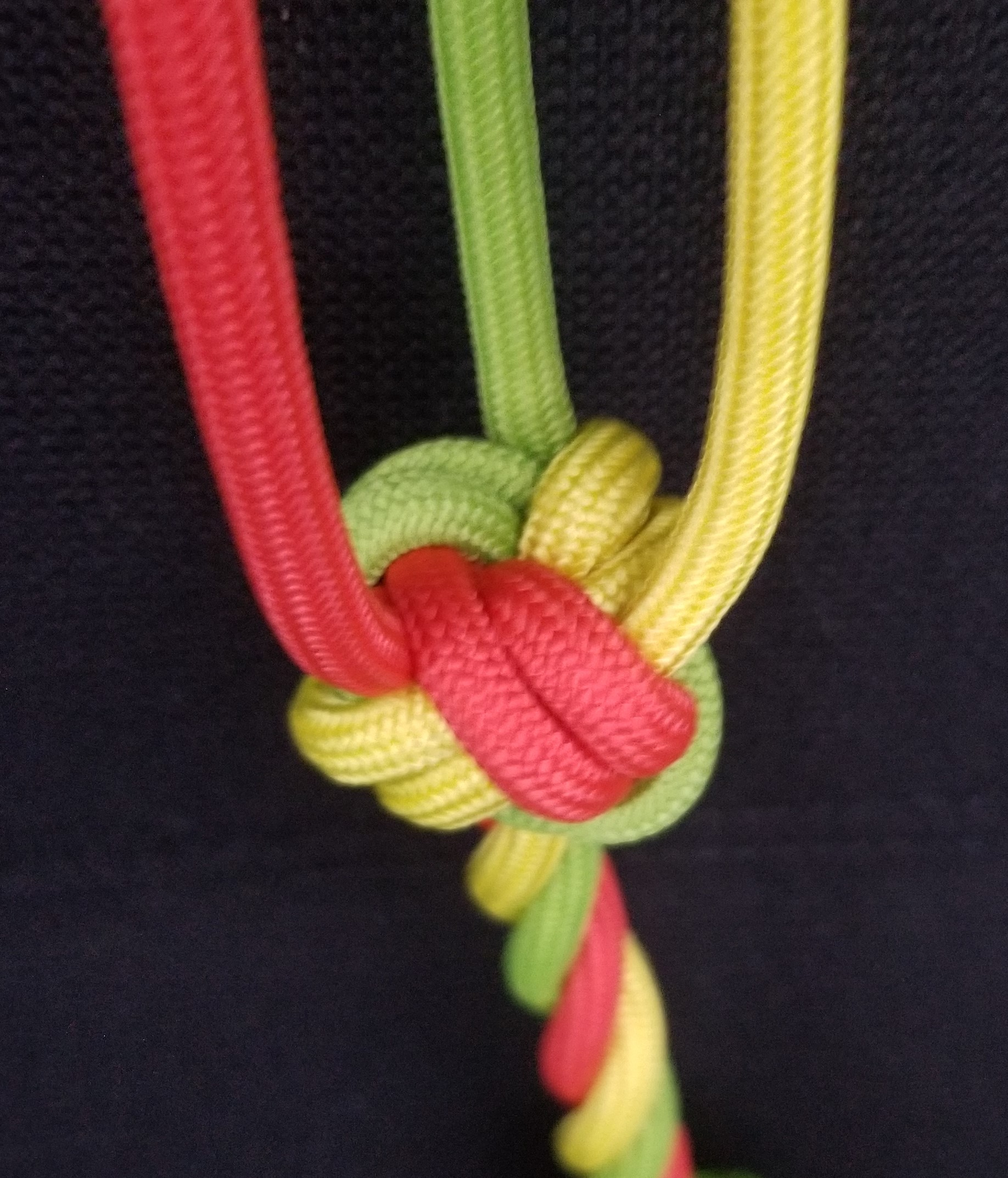
Noch sorgfältig zusammengezogen
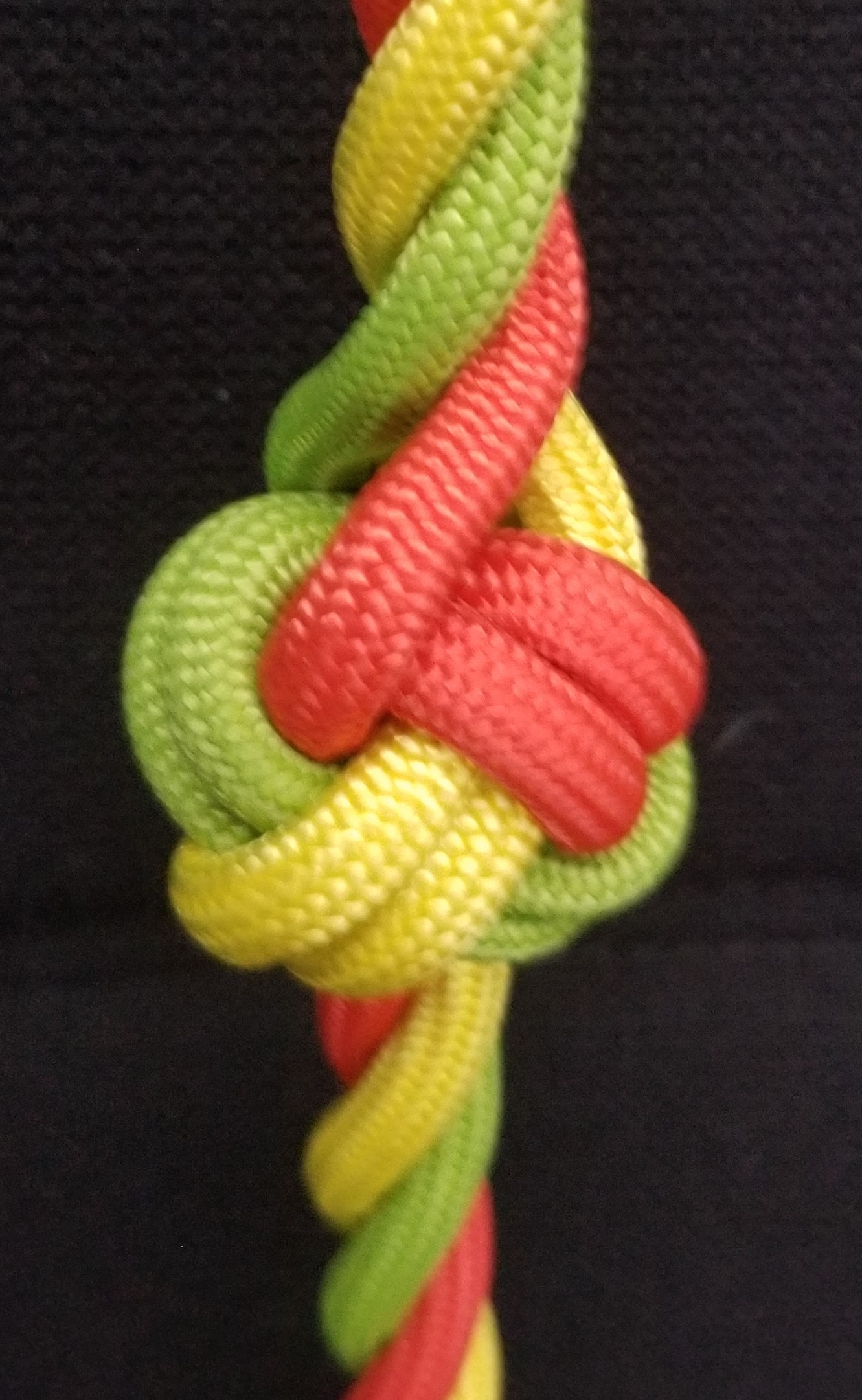
Der Doppelte Diamantknoten mit Führung unten ist fertig

## Alternativen

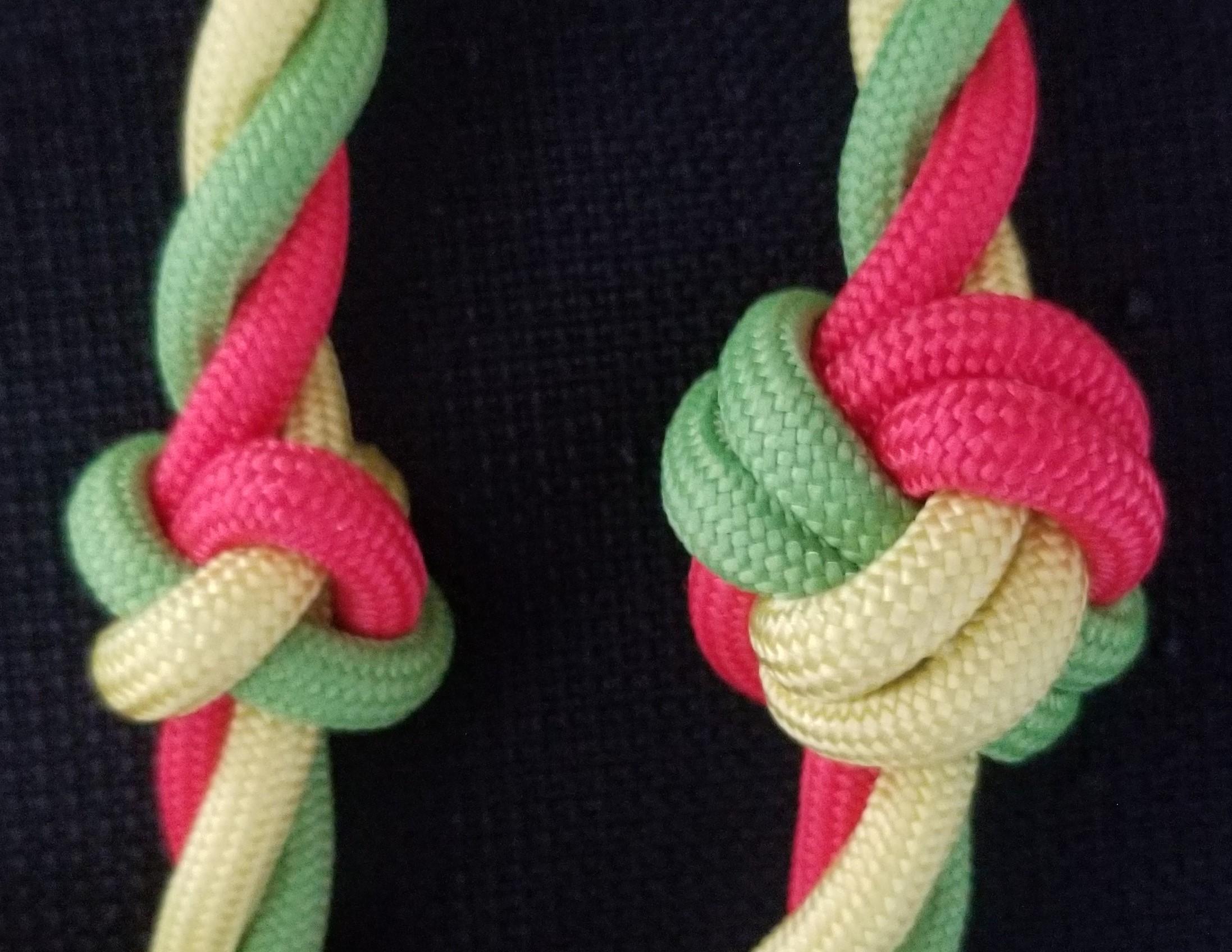
Größenvergleich zwischen Einfachem- und Doppelten Diamantknoten
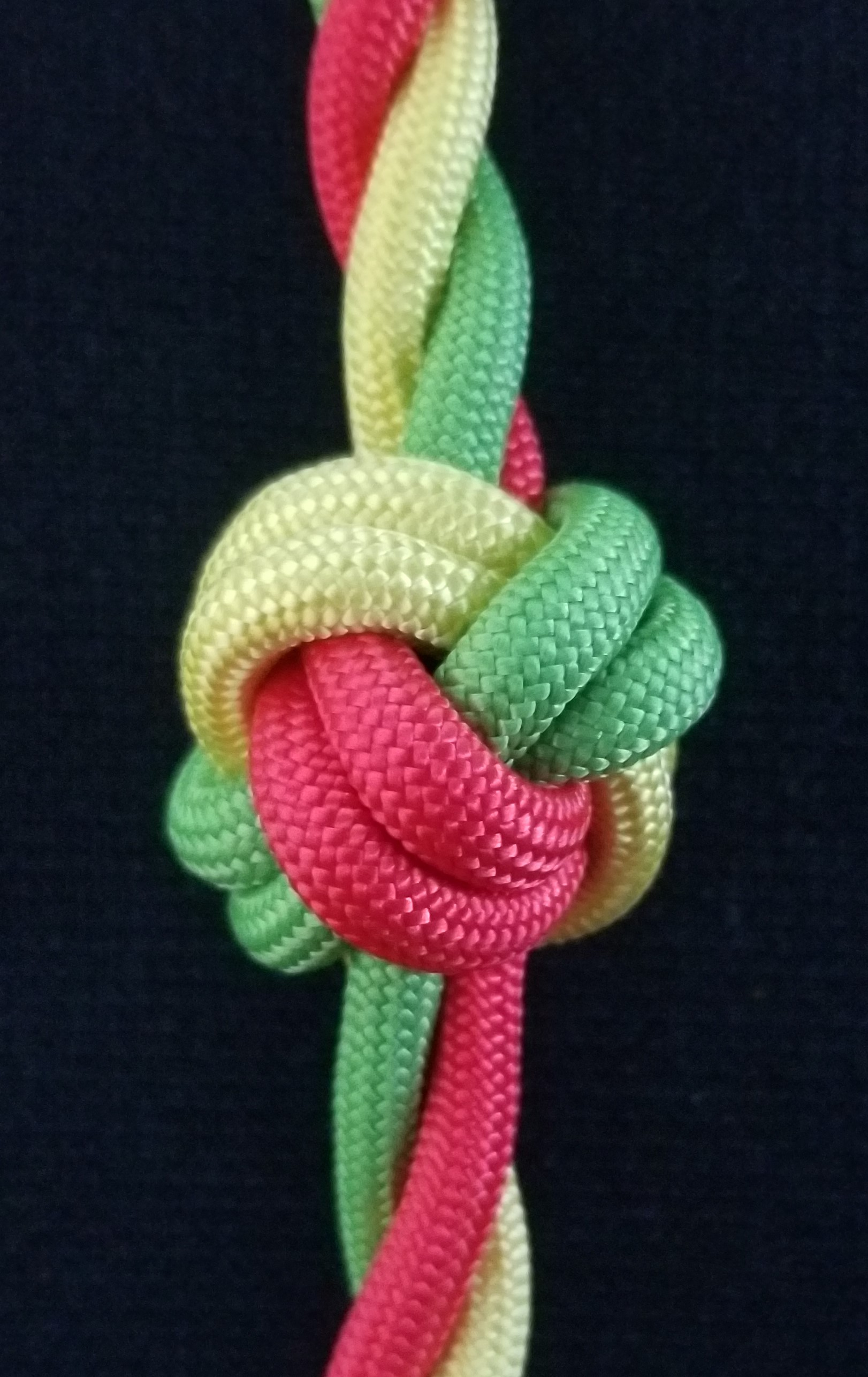
Als Zierknoten wird auch der Doppelte Fußpferdknoten versendet. Vom Aufbau her ist der Fußpferdknoten derselbe wie der Diamantknoten, aber er ist gegenläufig.
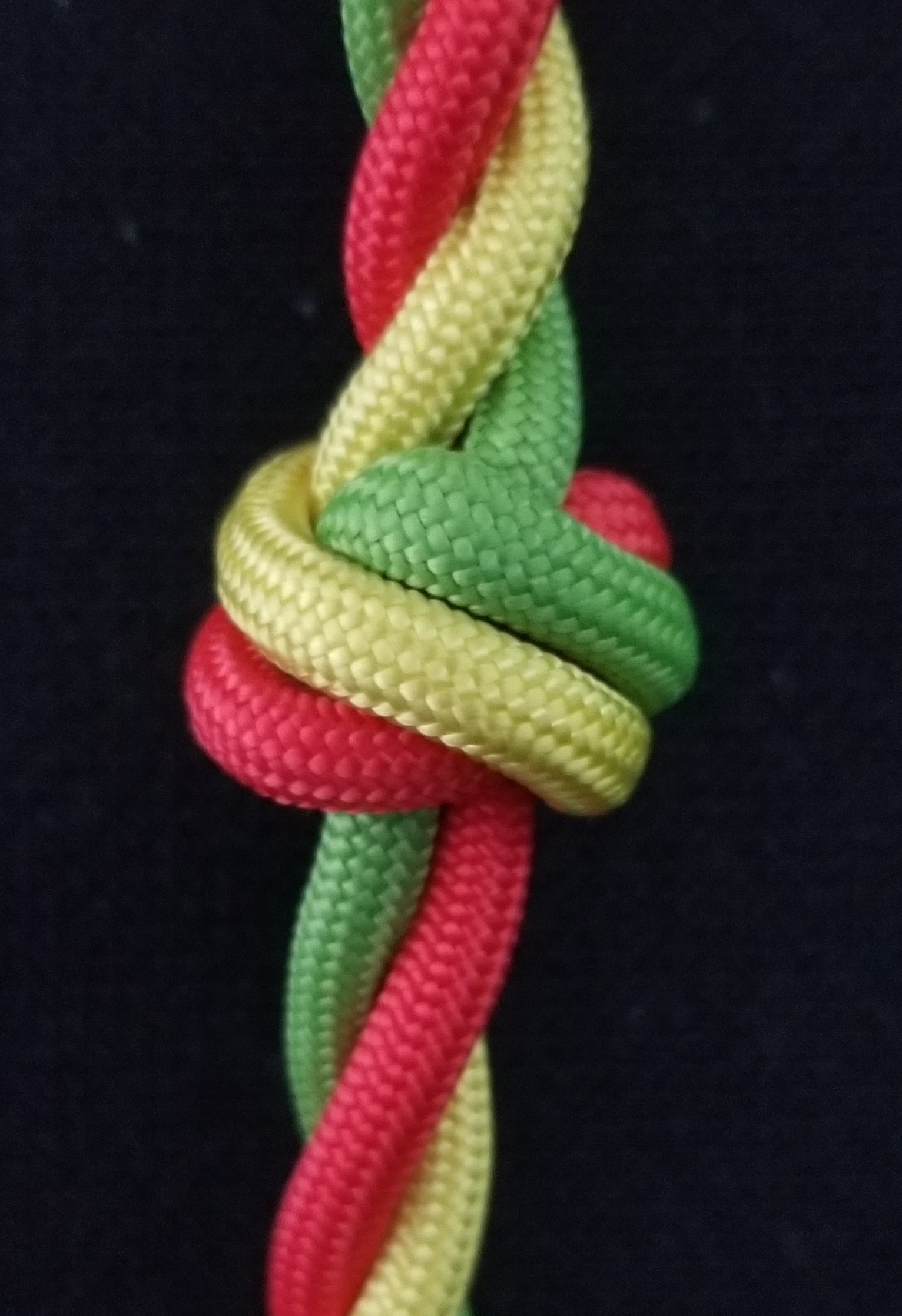
oder der Doppelte Taljereepsknoten häufig an Lederbändern in Verbindung mit Schmuck verwendet.